# The Who by Numbers
The Who by Numbers è il settimo album in studio del gruppo rock inglese The Who, pubblicato nel 1975.

## Descrizione
Pete Townshend ha dichiarato che la band registrò praticamente tutte le canzoni che aveva scritto per il nuovo album, in parte a causa del blocco dello scrittore che stava attraversando all'epoca. Townshend aveva compiuto 30 anni nel maggio 1975 e iniziava a considerare l'idea di essere troppo vecchio ormai per suonare rock and roll e che la band stava perdendo la propria rilevanza dal punto di vista artistico. Egli cominciava a sentirsi disilluso dall'industria musicale, un sentimento che traspose nelle canzoni da lui composte.
Dopo aver concluso il tour per Quadrophenia nel giugno 1974, gli Who si presero una estesa pausa e non si esibirono dal vivo per oltre un anno. John Entwistle si tenne occupato facendo dei concerti solisti. In aggiunta, la band trascorse questo periodo girando un film basato sull'opera rock Tommy.

## Registrazione
Questo fu il primo album degli Who registrato su etichetta Polydor Records.
Le sessioni di The Who by Numbers cominciarono nell'aprile 1975 e si protrassero fino ai primi di giugno. La band volle il produttore Glyn Johns, con il quale avevano già lavorato in precedenza nel 1971 in occasione di Who's Next. Paragonato ai precedenti album degli Who, The Who By Numbers ebbe una gestazione abbastanza lunga (quasi tre mesi) e subì varie battute d'arresto a causa della crescente insofferenza e mancanza d'interesse da parte dei membri del gruppo. Solamente quattro delle dieci tracce di The Who By Numbers furono suonate dal vivo nei concerti, due delle quali (Squeeze Box e Dreaming from the Waist) diventarono punti fissi nella scaletta delle esibizioni.

## Copertina
La copertina dell'album è costituita da un disegno opera di John Entwistle. Nel 1996, intervistato circa la copertina, raccontò: «La mia prima grafica pubblicata è la copertina di The Who By Numbers, per la quale non sono stato mai pagato, quindi adesso voglio i soldi... (ride) Facevamo a turno a scegliere le copertine. Prima di me era stato il turno di Pete e facemmo la copertina di Quadrophenia, che costò quasi come un piccolo appartamento all'epoca, circa £16,000. La mia copertina ne costò £32».

## Pubblicazione e accoglienza
| Recensione                    | Giudizio |
| ----------------------------- | -------- |
| AllMusic                      | [ 10 ]   |
| Christgau's Record Guide      | B+       |
| MusicHound Rock               | [ 12 ]   |
| The Rolling Stone Album Guide | [ 13 ]   |
| The Daily Vault               | B+       |

The Who by Numbers fu pubblicato nell'ottobre 1975 e raggiunse la settima posizione nella UK Albums Chart britannica e la numero 8 nella Billboard 200 statunitense. Il primo singolo estratto dall'album, Squeeze Box fu un discreto successo da Top 20 sia in Gran Bretagna sia negli Stati Uniti; mentre il 45 giri seguente, Slip Kid, non entrò in classifica negli USA.
La recensione da parte di Rolling Stone di The Who by Numbers dichiarò: "Potrebbero aver registrato il loro miglior album a dispetto [dei loro problemi personali]. Ma solo il tempo potrà dirlo."
In un'intervista concessa in occasione della pubblicazione del cofanetto Thirty Years of Maximum R&B, Townshend dichiarò che Dreaming from the Waist e Sister Disco (da Who Are You) sono le canzoni che ama di meno suonare dal vivo. In netto contrasto, John Entwistle dichiarò, nella stessa serie di interviste, che Dreaming from the Waist era una delle sue canzoni preferite da suonare sul palco. Roger Daltrey definì The Who by Numbers il suo album preferito degli Who.

## Tracce
Testi e musiche di Pete Townshend eccetto dove indicato.
Lato A
1. Slip Kid – 4:31
2. However Much I Booze – 5:03
3. Squeeze Box – 2:42
4. Dreaming From the Waist – 4:07
5. Imagine a Man – 4:00

Lato B
1. Success Story – 3:20 (John Entwistle)
2. They Are All in Love – 3:02
3. Blue, Red and Grey – 2:49
4. How Many Friends – 4:06
5. In a Hand or a Face – 3:25

### Bonus track ristampa 1996
1. Squeeze Box (live) - 4:12
2. Behind Blue Eyes (live) - 3:40
3. Dreaming From the Waist (live) - 4:52

## Formazione

### Gruppo
- Roger Daltrey - voce, armonica a bocca
- Pete Townshend - chitarra, tastiere, ukulele, voce
- John Entwistle - basso, tastiere, voce
- Keith Moon - batteria

### Altri musicisti
- Nicky Hopkins - pianoforte, tastiere
- Dave Arbus - violino